# Proceso de paz con ETA del gobierno de José Luis Rodríguez Zapatero
El llamado «proceso de paz» se refiere al intento del gobierno socialista de José Luis Rodríguez Zapatero durante la VIII Legislatura de España (2004-2008) de acabar con el terrorismo de Euskadi Ta Askatasuna (ETA) en España, mediante la negociación con la banda y su entorno.

## Antecedentes históricos
La organización terrorista ETA anunció hasta en diez ocasiones el cese de sus acciones violentas de forma total o parcialmente.
 Sin embargo, la tregua que entró en vigor el 18 de septiembre de 1998 fue la primera y única anunciada como "unilateral e indefinida", aunque ésta finalizó sólo catorce meses después. A estos anuncios hay que sumar hasta tres treguas de ámbito limitado, la primera de ellas el 20 de noviembre de 1997 cuando ETA suspendió todas las acciones previstas en "el frente de las cárceles".

### Década de 1970
Aunque las demandas de "alto el fuego" a ETA han sido constantes desde la que solicitó el Gobierno de Adolfo Suárez en diciembre de 1977 y para la que la banda exigió el reconocimiento de la alternativa KAS, lo cierto es que la primera tregua real no se produjo hasta días después del 23-F. En aquel momento, ETA-político-militar comunicó una tregua de un año que, finalmente se prolongó hasta agosto del año siguiente.

### Década de 1980
Ya con el PSOE en el Gobierno y en el marco de las denominadas conversaciones de Argel, el 5 de septiembre de 1987 ETA rechazó la tregua solicitada por el Ejecutivo, aunque el 29 de enero de 1988 la banda ofreció al gabinete de Felipe González una tregua de sesenta días para reanudar el diálogo. En febrero el Gobierno anunció la apertura de negociaciones, al comprobar que no había habido atentados desde que se produjo la oferta, pero el secuestro del empresario Emiliano Revilla junto a otras acciones acabó con el diálogo. Tras la liberación de Revilla, ETA hizo pública, el 2 de noviembre de 1988, una nueva oferta de interrupción de la violencia, condicionada nuevamente a la negociación de la "alternativa KAS".
El 8 de enero de 1989, la organización terrorista anunció una "tregua unilateral" de 15 días y, seis días más tarde, Rafael Vera y Eugenio Etxebeste "Antxón" volvieron a encontrarse en Argel. Este cese de la violencia fue prorrogado con el fin de continuar las conversaciones hasta el 24 de junio, pero no se llegó hasta esta fecha, ya que la banda terrorista lo dio por finalizado el 4 de abril de 1989, tras fracasar el diálogo.

### Década de 1990
En diciembre de 1991, ETA volvió a anunciar una tregua de dos meses para retomar el diálogo a cambio de ciertas condiciones y repitió su oferta en febrero y julio de 1992 para abrir "una negociación política con el Gobierno" y después de que hubiera sido detenida en Bidart (Francia) la dirección etarra.
La siguiente oferta de tregua se produjo el 23 de junio de 1996, en un momento en el que la banda mantenía secuestrado al funcionario de prisiones José Antonio Ortega Lara y tras la llegada del PP al Gobierno.
El 16 de septiembre de 1998, cuatro días después de que se firmara la Declaración de Lizarra, ETA anunció, por primera vez en su historia, un cese de la violencia total, "unilateral" e "indefinido". El Gobierno de José María Aznar mostró su disposición a dialogar y en mayo de 1999 se celebró un encuentro en Suiza en el que no se produjo acercamiento alguno. En agosto de ese año ETA señaló que el diálogo de paz se hallaba bloqueado y la comunicación con el Gobierno rota. Aunque en los tres meses posteriores se intercambiaron cartas, las partes no volvieron a entablar el diálogo y el 28 de noviembre ETA anunció que la tregua que había mantenido durante más de catorce meses finalizaría el 3 de diciembre de 1999. Esa ruptura de la tregua se materializó el 21 de enero del 2000 con el asesinato en Madrid del teniente coronel Pedro Antonio Blanco García.

### Década del 2000
Cuatro años después, el 18 de febrero de 2004 ETA anunció la suspensión de todas sus "acciones armadas" en Cataluña por el "empuje de las fuerzas independentistas" y la "concienciación sobre el derecho a la autodeterminación" en los últimos años en Cataluña.
Finalmente, el 18 de junio de 2005, en un comunicado publicado por los diarios Gara y Berria, la banda terrorista anunció que también excluía de entre sus potenciales objetivos a los cargos electos de los partidos políticos en España.

## Prolegómenos del proceso

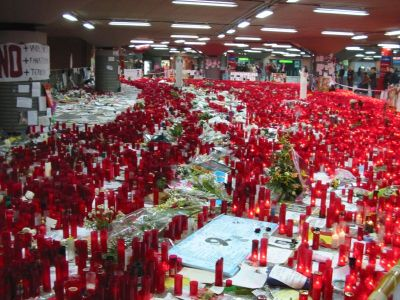
La movilización social tras los atentados del 11-M tuvo como efecto colateral la suspensión de la actividad terrorista de ETA durante algunos meses.

Desde el día 30 de mayo de 2003, la banda terrorista ETA no había cometido ningún atentado mortal en España.
A finales del año 2003, el presidente de Esquerra Republicana de Catalunya, Josep Lluis Carod Rovira, se entrevistó con la cúpula de ETA en la localidad francesa de Perpiñán. La noticia de esta entrevista fue filtrada desde una fuente del CNI al diario ABC, desatando un gran revuelo mediático. A causa del escándalo originado, Carod Rovira se vio obligado a dimitir de su cargo de Conseller en cap del gobierno tripartito Catalán, integrado por los partidos PSC, ERC e IC-V.
Consecuencia o no de esta reunión, la banda terrorista ETA anunció el 18 de febrero de 2004 una tregua por la que se comprometía a dejar de atentar en Cataluña, avivando aún más si cabe la polémica en los medios de comunicación.
Tras los Atentados del 11 de marzo de 2004 en Madrid, cometidos por extremistas islámicos, ETA tardó cuatro meses en volver a atentar, posiblemente debido a la conmoción social provocada por la masacre de Madrid y consciente de que el retorno de la actividad terrorista le acarrearía una pérdida de sus apoyos.
El 21 de marzo de 2004 ETA emplazó al diálogo en un comunicado al presidente del gobierno, José Luis Rodríguez Zapatero, incidiendo en que la solución no está en manos de un agente, una persona o una organización. Sin embargo, no declaró la tregua, sino que se manifestó dispuesta a seguir luchando. Prueba de esta intención de continuar su autodenominada "lucha armada" es la reanudación de los atentados con bombas a partir de la segunda mitad de 2004. Desde entonces, y a pesar del retorno a la actividad terrorista con la colocación de explosivos, no se produjo ninguna víctima mortal a consecuencia de estos atentados.

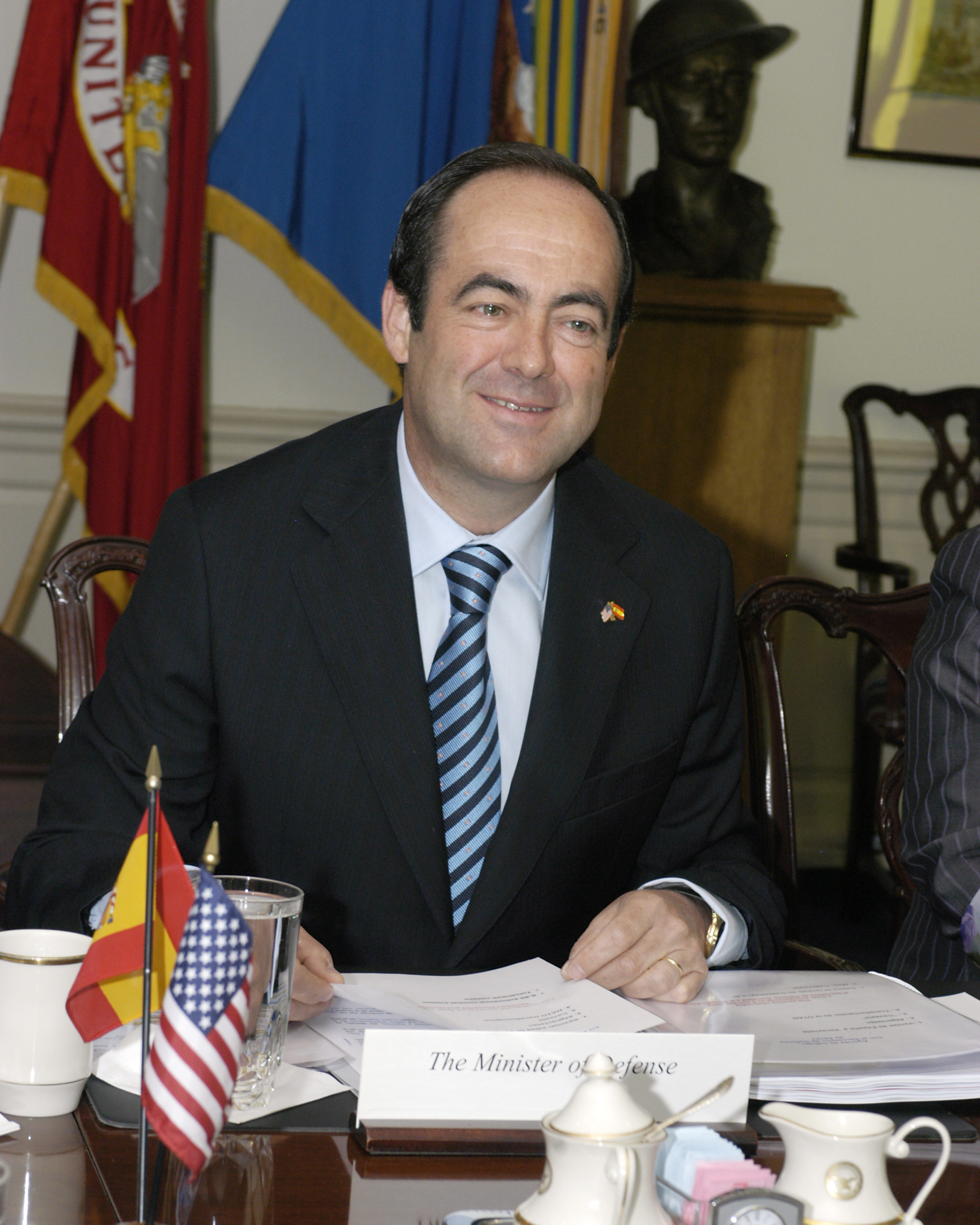
El exministro de defensa José Bono, agredido supuestamente durante la manifestación de la AVT del 22 de enero de 2005.

El 22 de enero de 2005, el Partido Popular y la Asociación Víctimas del Terrorismo organizaron una manifestación conjunta que agrupó en Madrid a unas 110.000 personas según la Delegación del Gobierno en Madrid y a 1.400.000 según la Comunidad de Madrid, venidas de toda España en protesta contra la política antiterrorista del gobierno. Desde el gobierno se criticó el hecho de que no se respetase al estado en su autoridad en lo que concierne a la política antiterrorista tal y como viene escrito en el propio pacto que firmaron PP y PSOE. El entonces ministro de defensa José Bono, que asistió a la manifestación, fue agredido supuestamente en el transcurso de la misma. (Véase Caso Bono).
El 12 y 13 de mayo de 2005, durante el debate del estado de la nación, el presidente Rodríguez Zapatero anunció su intención de acabar con ETA mediante un final dialogado en esta legislatura, aunque sin pagar un precio político por ello. Mariano Rajoy, líder del Partido Popular en la oposición, acusó a Zapatero en el mismo debate de traicionar a los muertos, declaraciones que fueron duramente criticadas por varios medios.
El 4 de junio de 2005, en una nueva manifestación de la AVT y el PP, el presidente Rodríguez Zapatero fue acusado por los convocantes de romper el pacto antiterrorista. Desde estos sectores se criticó la iniciativa presentada en el Congreso de los Diputados de dialogar con ETA siempre y cuando la banda se comprometiera a dejar las armas. A su vez, desde el PSOE se acusó a varios líderes del PP de incumplir el pacto utilizando el terrorismo como tema de discusión partidista, afirmando además que era la primera vez que desde la oposición se atacaba la política antiterrorista del gobierno, considerada hasta entonces un tema de estado.
El 10 de febrero de 2006, el presidente del gobierno anunció su convicción de que el fin del terrorismo podría estar cerca, y el 22 de marzo siguiente la banda terrorista anunciaba un alto el fuego permanente.

## Apoyos y detractores
El "proceso de paz" suscitó no poco debate dentro de la sociedad española, hasta el punto de que incluso la terminología del llamado "proceso de paz" fue objeto de debate entre políticos de todas las tendencias así como entre los diversos medios de comunicación.

### Apoyos
Además del Partido Socialista Obrero Español, que sustenta al Gobierno, apoyaron el proceso el resto de grupos políticos representados en el Congreso de los Diputados y en el Senado de España a excepción del Partido Popular, a saber: Convergència i Unió, Esquerra Republicana de Catalunya, el Partido Nacionalista Vasco, Izquierda Unida, Iniciativa per Catalunya Verds, Coalición Canaria, el Bloque Nacionalista Galego, Chunta Aragonesista, Eusko Alkartasuna y Nafarroa Bai.
El 25 de octubre de 2006, el Parlamento Europeo aprobó por 321 votos a favor y 311 en contra, además de veinticuatro abstenciones, una propuesta de resolución de apoyo al proceso presentada por los grupos parlamentarios del Partido Socialista Europeo, de la Alianza de Liberales y Demócratas por Europa, de la Izquierda Unitaria Europea/Izquierda Verde Nórdica y de Los Verdes/Alianza Libre Europea. A pesar de ello, estos grupos matizaron su apoyo, ofreciéndolo a la "iniciativa de paz en el País Vasco emprendida por las instituciones democráticas españolas en el marco de sus competencias exclusivas", y no al "proceso de paz en el País Vasco en los términos fijados por el Congreso de los Diputados". Esta matización, ofrecida por los grupos de izquierda para obtener el apoyo del Partido Popular Europeo, no consiguió finalmente el apoyo de la derecha europea.
El proceso cuenta además con el respaldo de los dos principales sindicatos de España, esto es, la Unión General de Trabajadores y Comisiones Obreras.
También han dado su apoyo al proceso de paz instituciones como la Iglesia católica o la Organización de las Naciones Unidas.

### Detractores

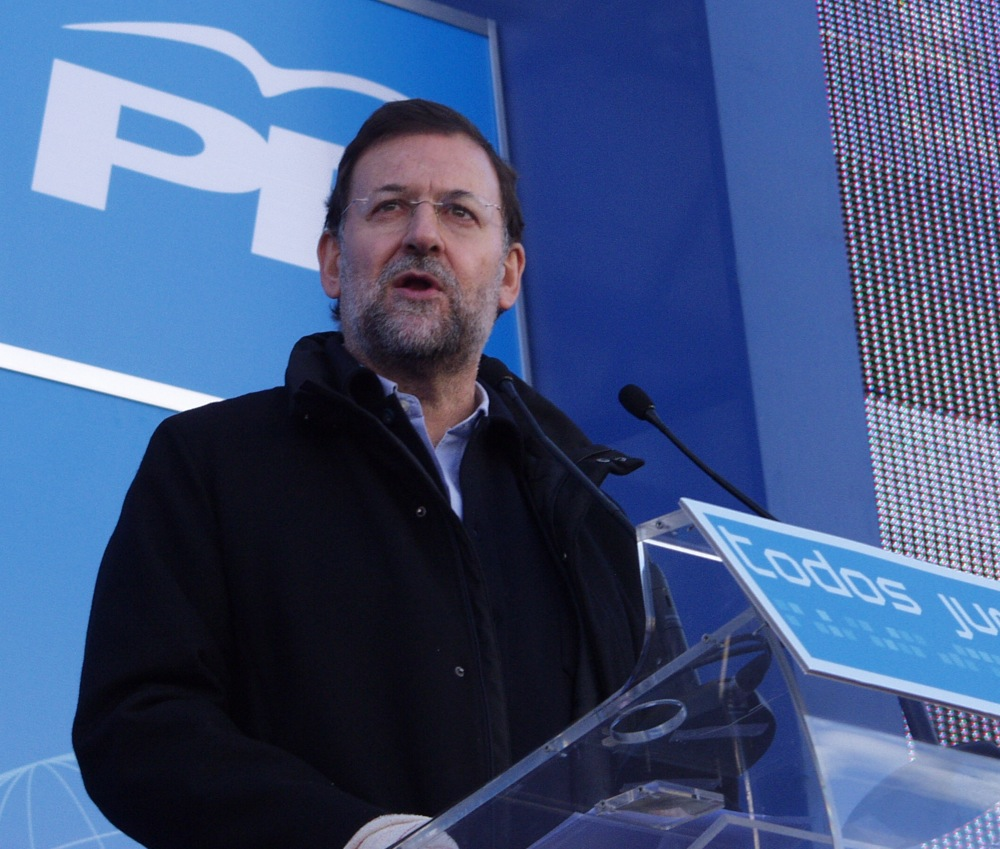
Mariano Rajoy, líder del Partido Popular; principal opositor al diálogo entre el gobierno del PSOE y ETA.

La mayoría del PP y el presidente de la Asociación Víctimas del Terrorismo (AVT), Francisco José Alcaraz, no sólo se muestran en contra del proceso, sino del mismo término en sí, que consideran una concesión semántica a los terroristas, pues, según ellos, la necesidad de un proceso de paz implicaría la existencia de una situación previa de guerra.[cita requerida] Para ellos, lo que ha existido ha sido el uso de la violencia de una parte de la sociedad vasca contra el resto de españoles. Prefieren hablar, por tanto, de proceso de negociación y de rendición o claudicación del Estado a las exigencias terroristas y reclaman la aplicación estricta de la Ley de Partidos. Desde el gobierno se reprocha al Partido Popular que este intentó cuando estaba en el gobierno un proceso de paz durante la tregua de ETA de 1998-1999, mientras ahora, dicen, antepone el interés de partido a la razón de estado. Para mostrar este contraste, el PSOE publicó un vídeo titulado "La otra tregua". Por su parte, el PP publicó un documento titulado PSOE, mentiras y cintas de video, donde acusan al PSOE de mentir acerca del actual proceso.
También algunos miembros del PSOE se muestran contrarios al actual proceso de paz, como es el caso de la ex-eurodiputada Rosa Díez, a pesar de que en la anterior tregua de ETA de 1998-1999, la eurodiputada sí dio su apoyo activo al proceso emprendido entonces por el Partido Popular. La concejal de Guecho Gotzone Mora también ha expresado de forma vehemente su desacuerdo con el gobierno, hasta el punto de ser expulsada del Congreso de los Diputados por alterar el orden durante un pleno, desacuerdo expresado también por el anterior secretario general del PSE-EE, Nicolás Redondo Terreros, quien también durante la anterior tregua de ETA llegó a reunirse públicamente con dirigentes de la llamada izquierda abertzale. Aunque en un principio el PSOE manifestó que no se tomarían medidas disciplinarias contra estos afiliados, posteriormente el militante socialista y miembro del Foro de Ermua Antonio Aguirre y la exconcejal Gotzone Mora fueron expulsados del PSOE el 27 de noviembre de 2007 y el 20 de marzo de 2008, respectivamente; la europarlamentaria Rosa Díez no fue expulsada, sino que renunció su escaño europeo y abandonó la militancia del PSOE por iniciativa propia el 29 de agosto de 2007 como consecuencia de la negociación con ETA emprendida por la dirección del PSOE.
El presidente del gobierno, José Luis Rodríguez Zapatero negó, ante las acusaciones del portavoz del Partido Popular en el Senado Pío García-Escudero, que el PSOE mantuviera "ningún diálogo ni negociación" con Batasuna durante la anterior legislatura de gobierno del PP.

## El proceso de paz

### Reacciones políticas a la tregua de ETA
El 31 de mayo de 2006, el secretario general de los socialistas vascos, Patxi López, anunció que se reuniría con la ilegalizada Batasuna después de que el presidente del Gobierno, José Luis Rodríguez Zapatero, hubiera comparecido en el Congreso con carácter previo al inicio de los contactos con ETA. Puesto que ocho dirigentes de esa formación política ilegalizada comparecían esos días en la Audiencia Nacional imputados por integración en banda armada y amenazas terroristas, López pidió a los jueces que tuvieran en cuenta "la actual situación del País Vasco". Añadió que se abrían dos escenarios "uno para el diálogo entre el Gobierno y ETA para hacer efectivo el abandono de las armas y la desaparición del terrorismo; y otro para el diálogo político en Euskadi", lo que desde el PP se tomó como asumir la propuesta de Anoeta que proponía dos mesas de diálogo, una entre el gobierno y ETA para hablar del alto el fuego, y otra entre todos los partidos, incluyendo entre ellos a la ilegal Batasuna, para hablar del futuro político del País Vasco.[cita requerida]
El presidente del gobierno recordó que convocaría la Comisión de Seguimiento del pacto antiterrorista para informar del cumplimiento del alto del fuego de ETA, la Comisión de Secretos Oficiales y posteriormente comparecería en el Congreso para informar sobre el inicio de las conversaciones con ETA.

### Desarrollo del proceso
El 10 de junio se produjo en Madrid una nueva manifestación convocada por la Asociación Víctimas del Terrorismo (AVT) y respaldada por el Partido Popular en la que se rechazaba el diálogo del gobierno con ETA y se pedía saber "la verdad" acerca del 11-M.
El 21 de junio, el presidente del Partido Nacionalista Vasco (PNV), Josu Jon Imaz se reunió con dirigentes de la ilegalizada Batasuna para hablar de la metodología, los procedimientos y la agenda de una futura "mesa de partidos para la normalización política de Euskadi".
El 29 de junio, el presidente del gobierno anunció la apertura de las conversaciones con ETA en una declaración institucional ante los periodistas.
El 5 de julio, el juez de la Audiencia Nacional Baltasar Garzón autorizó judicialmente la reunión entre los dirigentes del PSE y Batasuna, anunciada para el día siguiente a las 11.00 horas. En esta reunión, el secretario general del PSE-EE instó a los dirigentes de Batasuna que se integraran en la vida democrática, rechazando el terrorismo.
En junio y julio, los interlocutores de ETA (Josu Urrutikoetxea, alias Josu Ternera) y del Gobierno (Jesús Eguiguren) se reunieron en sendas ocasiones en la sede del Centro para el Diálogo Humanitario Henri Dunant en Ginebra. Algunos medios de comunicación informaron de otras reuniones los días 1 de septiembre y 31 de diciembre de 2005 en un chalé situado a las afueras de Oslo.[cita requerida] Si bien, tanto el gobierno noruego como el español desmintieron rotundamente que estos últimos encuentros se hubieran producido.
El 10 de noviembre las asociaciones Jueces para la Democracia y Unión Progresista de Fiscales se pusieron de acuerdo para difundir un comunicado conjunto en el que criticaban las "continuas declaraciones públicas que pretenden presionar a jueces y fiscales" en relación con la polémica formada en torno a la condena del miembro de ETA Iñaki de Juana Chaos.
El 25 de noviembre la Asociación Víctimas del Terrorismo se manifestó por quinta vez contra la política antiterrorista del gobierno socialista. En esta manifestación, el Partido Popular apoyó de nuevo a la AVT con la presencia de sus principales líderes, como en anteriores manifestaciones.
A lo largo de noviembre y diciembre se sucedieron comunicados tanto de ETA como de Batasuna, afirmando que el proceso no puede tener continuidad si no se eliminaba la represión.

### Atentado en Barajas

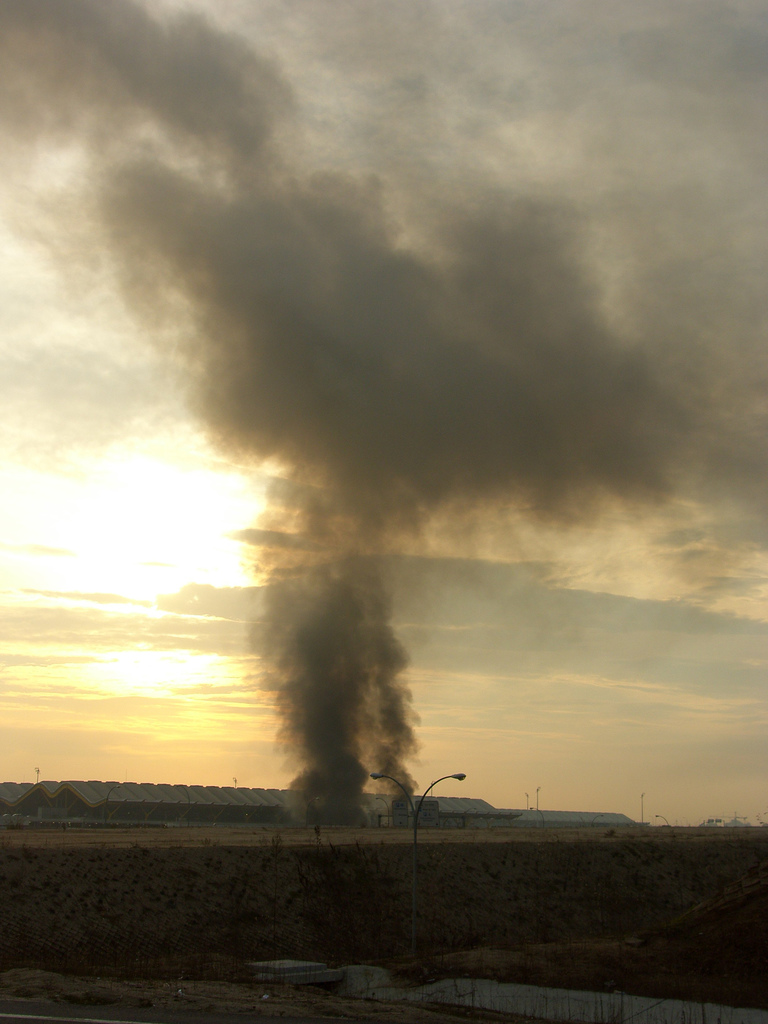
Columna de humo en el aeropuerto de Barajas tras la explosión de una furgoneta bomba el 30 de diciembre de 2006.

Tras el atentado del 30 de diciembre de 2006 en el aeropuerto de Barajas de Madrid, el presidente Rodríguez Zapatero anunció por la tarde del mismo día que había ordenado supender todas las iniciativas para desarrollar el diálogo con ETA, con lo que consideraba roto el proceso de paz de forma inmediata. Según Zapatero, la violencia es incompatible con el diálogo, y por lo tanto, este no puede desarrollarse mientras la banda terrorista no cumpla las condiciones que el gobierno exigió para el inicio del mismo.
El mismo día del atentado en el aeropuerto de Barajas, el secretario general y portavoz parlamentario de la federación nacionalista catalana Convergència i Unió, Josep Antoni Duran i Lleida, manifestó explícitamente que dado que no se daban las condiciones acordadas en el parlamento para que se dialogara con ETA, su formación retiraba el apoyo al gobierno para esta cuestión. Al día siguiente, el presidente de la formación nacionalista catalana, Artur Mas, matizaba estas declaraciones, asegurando que el gobierno contaba con el apoyo de CiU en la lucha antiterrorista. El PP reiteró en esa fecha su oposición al mantenimiento del diálogo.[cita requerida]
El 31 de diciembre de 2006, un día después del atentado en el aeropuerto de Barajas, la Asociación Víctimas del Terrorismo, acompañados por altos dirigentes del Partido Popular en Madrid, se manifestaron en la Puerta del Sol, de nuevo contra la política antiterrorista del gobierno. En esta concentración se profirieron todo tipo de insultos contra el gobierno y el Partido Socialista Obrero Español. Varios periodistas de Televisión Española y Radio Nacional de España fueron también objeto de insultos por parte de algunos manifestantes, teniendo que ser escoltada por la Policía una periodista del ente público para evitar que fuera agredida.
El lehendakari del gobierno Vasco afirmó que no va a dar por roto el proceso de paz, mientras que los portavoces de Batasuna dijeron el rueda de prensa que El proceso no está roto y que lo ocurrido en Madrid no nos retrotrae a un escenario anterior al 24 de marzo. En declaraciones a radio Euskadi Joseba Álvarez aseguró que un atentado como el de Madrid no lo esperaba nadie
El 6 de enero miembros del Gobierno manifestaban no entender las causas de lo sucedido, «por ser distinta la actitud de los interlocutores de ETA que se reunieron con el Gobierno a mediados de diciembre a la de los autores del atentado». Algunas fuentes del Ejecutivo especularon sobre posibles disidencias dentro de la banda terrorista. «Los enviados del Ejecutivo no percibieron el más mínimo indicio de que la banda estuviera preparando un atentado..., el Gobierno baraja la posibilidad de que quienes optaron por la violencia actuaron totalmente al margen de los intermediarios de la banda»
El 9 de enero ETA hizo público un comunicado enviado al diario Gara donde reivindicó el atentado de Barajas, aunque afirmando al mismo tiempo que el alto el fuego permanente continúa vigente. En el mismo culpabilizó al gobierno por no evacuar el aparcamiento correctamente, afirmando que el objetivo de esa acción armada no era causar víctimas.

A su vez el portavoz del gobierno, Alfredo Pérez Rubalcaba criticó con dureza la actitud de la banda terrorista y replicó que ETA debía ser consecuente con el atentado cometido en Barajas y asumir el riesgo enorme que supone poner una bomba como la que costó la vida a dos ciudadanos ecuatorianos. Cuando uno pone una bomba potente en la terminal de un aeropuerto, tiene que ser consecuente con sus acciones, declaró, tachando de sarcasmo que ETA pida ahora explicaciones de sus salvajadas al Gobierno de España. Manifestó que ETA ha roto el proceso de paz, ETA ha roto su tregua y que el gobierno no iba a mantener puentes tendidos a la banda aunque ésta dijera seguir estando en tregua.

#### Manifestaciones del 13 de enero

##### Madrid
La Federación Nacional de Asociaciones Ecuatorianas de España (FENADEE) convocó una manifestación en Madrid para el 13 de enero a las 17 horas, con el lema 'Por la Unidad y la Paz', anunciando la Asociación de Víctimas del Terrorismo su apoyo a la misma.
Posteriormente, Comisiones Obreras (CC.OO.) y UGT anuncaron otra manifestación en Madrid en repulsa por el atentado de ETA, con el lema 'Por la paz y contra el terrorismo' para el mismo día a las 18.00 horas, ante lo cual la FENADEE decidió desconvocar su manifestación y unirse a esta última.
El 9 de enero el Foro de Ermua le solicitó a los convocantes que incluyeran la palabra libertad en el lema de la marcha. Según ellos no es un problema de falta de paz sino de falta de libertad: 'España no está en guerra y que, por tanto, ya tenemos paz', pero sería una 'grave carencia' olvidar en el mismo la palabra libertad, entendiendo que la defensa de la libertad es 'el valor básico puesto en peligro por ETA'.
La FENADEE y CCOO se mostraron conformes a agregar la palabra libertad al lema de la marcha, pero UGT rechazó la iniciativa debido a que las pancartas ya estaban realizándose. El foro de Ermua entonces anunció que acudiría con su propia pancarta, con el lema 'Por la Libertad. Derrotemos a ETA'. La AVT anunció que no acudiría a la manifestación del sábado por tratarse de "un acto de apoyo a la negociación con los terroristas de cara a un futuro inmediato". El Partido Popular (PP) decidió no respaldar la manifestación puesto que según ellos no se buscó el consenso, rechazando sugerencias tanto del lema como del manifiesto. "Una manifestación que tendría que haber servido para unir a la sociedad contra el terrorismo, ha generado disenso y división, incluso entre los propios colectivos convocantes".
A última hora del 10 de enero, la Federación de Ecuatorianos de Madrid (FEM), mayoritaria en el conjunto de España, decidió desvincularse de la marcha, considerando "incomprensible e inaceptable" la no inclusión en el manifiesto de una mención al rechazo al diálogo con los terroristas ni tampoco la palabra "libertad" en la pancarta, cuando el propósito de la convocatoria debía expresar la "solidaridad" con las víctimas del atentado, y al no entender que no se haga mención al principal objetivo, que es "la derrota definitiva de los terroristas".
El 11 de enero el Foro de Ermua decidió no sumarse a la manifestación al considerar que "ha dejado de ser el lugar de encuentro de todos los ciudadanos que deseamos solidarizarnos con Diego Armando Estacio y Carlos Alonso Palate, asesinados en el brutal atentado cometido por ETA en Barajas, y con sus familiares y amigos", criticando a UGT, a quien acusó de mamporrero del Gobierno de Rodríguez Zapatero al negarse a incluir en el lema la palabra "libertad", denunciando que la UGT ha actuado "al servicio" del Ejecutivo al intentar "avalar" con la manifestación "una política de diálogo y cesión permanente al terrorismo que ha provocado el fortalecimiento de la banda y la división en la lucha antiterrorista". y acusándolo de hacer "de correa de transmisión del Gobierno, para generar un clima de desunión y desconfianza entre las fuerzas democráticas con el fin de propiciar una política favorable a la negociación con ETA". La Confederación Española de Policía (CEP), la Asociación Independiente de la Guardia Civil (ASIGC), la patronal CEOE y otras seis asociaciones de inmigrantes ecuatorianos (sin contar la FEM) que también iban a participar, se echaron asimismo hacia atrás.
Finalmente el día 12 de enero UGT consintió en cambiar el lema de la marcha para sí incluir la palabra libertad: "Por la paz, la vida, la libertad y contra el terrorismo". No obstante, debido a lo tardío de la decisión, sólo unas pocas pancartas pudieron ser cambiadas para tener el nuevo lema. El Foro de Ermua declaró que no iba a participar, ante la dificultad de tener que reconvocar de nuevo a la gente. Por su parte el PP afirmó que "existe una confusión generalizada, que se ha trasladado al ámbito de las manifestaciones. Se han generado polémicas en torno a los lemas y a los contenidos de los manifiestos" y para no producir más confusión decidió no apoyarla. Solicitó asimismo su desconvocatoria.
Ángel Acebes, por el Partido Popular, declaró que la manifestación, «no es contra ETA sino contra el PP».

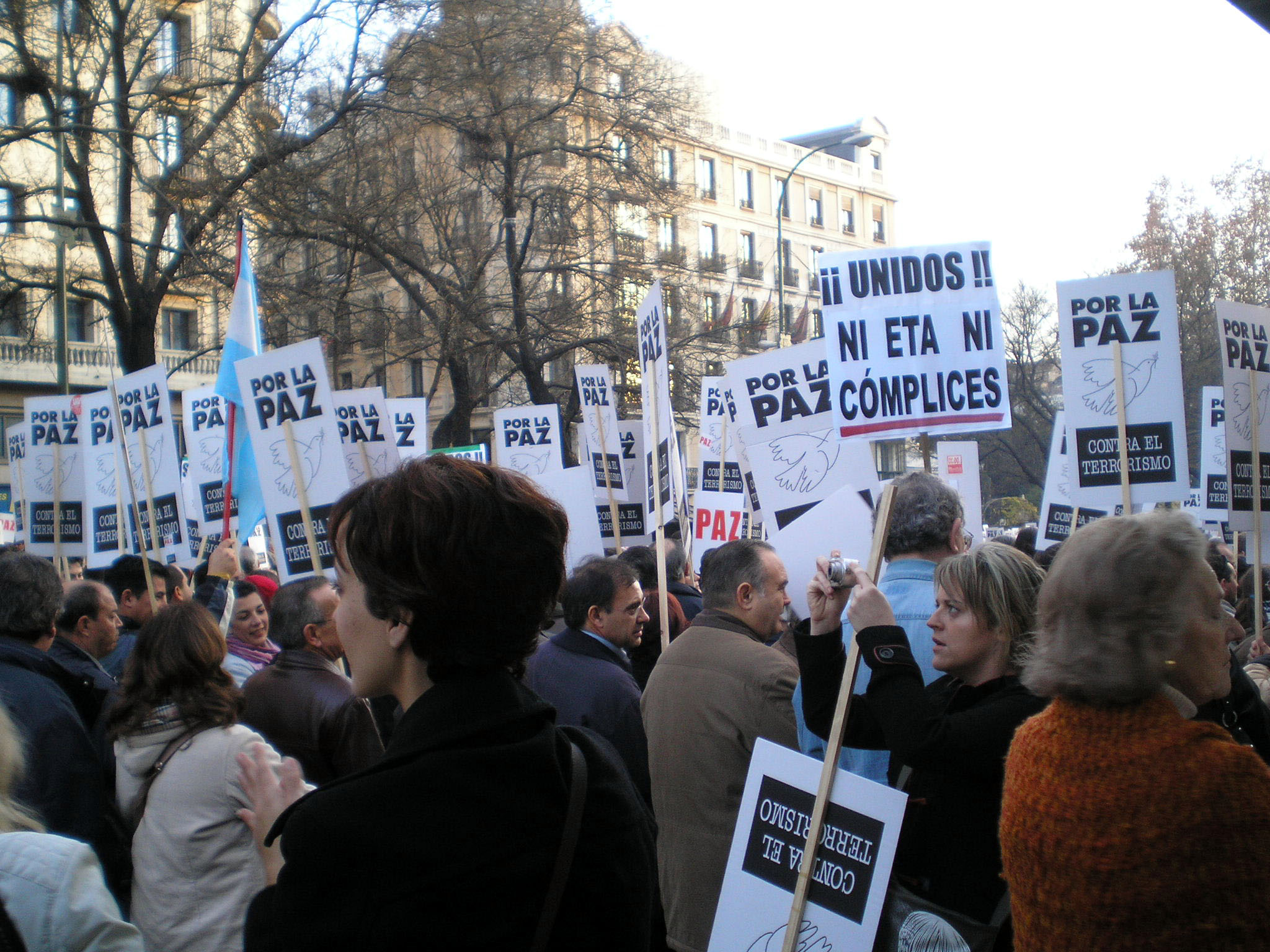
Manifestación en Madrid el 13 de enero de 2007 contra el atentado de ETA.

El 13 de enero se celebró finalmente la manifestación de condena al atentado convocada por Comisiones Obreras, UGT y asociaciones de ecuatorianos en España, a la que aunque finalmente no se sumó el Partido Popular, sí el resto de formaciones políticas del arco parlamentario[cita requerida].

La palabra «Paz» con la paloma de Picasso fue el símbolo más visible (así como numerosas banderas ecuatorianas) en una marcha que discurrió sin incidentes. Al final del acto se leyó un manifiesto por las escritoras Almudena Grandes y Lucía Rosero, que defendía el diálogo e incluía veladas alusiones acusando de instrumentar nuestro dolor:

Hace dos semanas, en plena efervescencia de buenos deseos para el nuevo año, una bomba mató a Carlos Alonso y a Diego Armando. ETA volvió a atentar contra la vida, haciendo añicos la esperanza honestamente alimentada durante un amplio periodo de tiempo por los hombres y las mujeres que conviven en este país. Una vez más, un crimen de ETA, tan inútil como macabro, vuelve a reunirnos en las calles de Madrid.... La banda terrorista ETA, con este sangriento atentado, ha decidido dar por concluido la tregua permanente que hace unos meses anunció y terminar con más de tres años sin asesinatos.

La manifestación contó con la presencia de ministros del gobierno, socialistas, Gaspar Llamazares y a personajes del mundo de la cultura y del espectáculo, que también habían participado en las manifestaciones contra la invasión de Irak de 2003.
La AVT preguntó a los participantes dónde estaban en las manifestaciones contra el atentado que había convocado ella.
La delegación del Gobierno cifró la asistencia en 174.824 personas y la Comunidad de Madrid en 210.000.

##### Bilbao
El mismo día tuvo lugar otra manifestación en Bilbao convocada por el lehendakari del Gobierno Vasco, Juan José Ibarretxe, con el lema «Por la paz y el diálogo. Exigimos a ETA el fin de la violencia», y a la que se adhirieron todos los partidos políticos vascos con excepción del Partido Popular y la ilegalizada Batasuna. El número de asistentes fue de 80.000 según la policía. La manifestación finalizó con un minuto de silencio por las víctimas del atentado y unas palabras del lehendakari que hizo un llamamiento al diálogo.

## La actividad de ETA durante el proceso

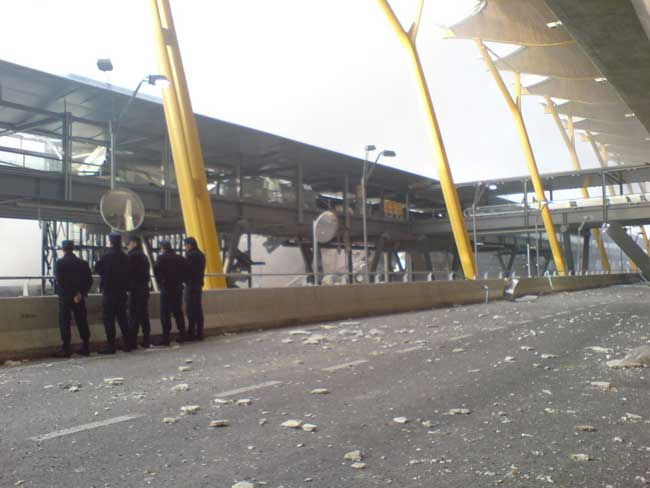
Estado de los aparcamientos del aeropuerto de Barajas tras la explosión de un coche-bomba el.

El 22 de marzo de 2006 ETA declaró un alto el fuego permanente, que entró en vigor a las cero horas del 24 de marzo del mismo año. A pesar de que el alto el fuego fue respetado por ETA durante los primeros meses, en el tercer y cuarto trimestre de 2006 se ha visto cómo la banda lo rompía con extorsiones a empresarios, violencia callejera o la apropiación de más de 350 pistolas robadas en un almacén de Vauvert (Francia) el 23 de octubre de 2006. La gendarmería francesa informó de la localización en ese mismo mes de un escondrijo con armas y materiales para la fabricación de explosivos en la localidad de Saint-Etienne-de-Baigorry.
El día 23 de diciembre de 2006, la Ertzaintza localizaba en la localidad de Amorebieta un "zulo" de ETA donde se hallaron sustancias para la fabricación de explosivos, lo que, unido al anterior robo de armas en Francia, era otra señal de que la banda terrorista se estaba rearmando. La reacción política a estos hallazgos fue muy negativa, reconociendo el secretario general del PSE-EE Patxi López que Batasuna había endurecido sus posiciones negociadoras.
El día 30 de diciembre de 2006, ETA hizo explosionar una furgoneta-bomba en el aparcamiento de vehículos de la terminal T4 del aeropuerto de Barajas en Madrid, con un resultado de dos personas fallecidas (ambas de nacionalidad ecuatoriana), una veintena de heridos leves y graves daños materiales. El ministro del interior, Alfredo Pérez Rubalcaba, dijo en comparecencia ante la prensa que este atentado terrorista señalaba con claridad el fin abrupto del alto el fuego permanente anunciado por ETA. Esa misma tarde, mientras el presidente del gobierno Rodríguez Zapatero daba por concluido el proceso de diálogo con ETA, el líder de la ilegalizada Batasuna, Arnaldo Otegi, culpabilizaba al gobierno del atentado, negándose a condenarlo.

## Cronología informativa

### Cronología posterior a la tregua de ETA

#### Marzo de 2006
| 22 de marzo | ETA anuncia un alto el fuego permanente. |
| 22 de marzo | La gendarmería francesa localiza en una granja del Departamento de Lot un arsenal con 700 kilos de explosivos.                                             |
| 28 de marzo | Reunión en la Moncloa entre el presidente del gobierno José Luis Rodríguez Zapatero y el líder de la oposición, Mariano Rajoy.                             |
| 29 de marzo | Arnaldo Otegi ingresa en prisión por orden del juez de la Audiencia Nacional Fernando Grande-Marlaska a la espera del pago de una fianza de 250.000 euros. |

#### Abril de 2006
| 4 de abril  | Reunión en la Moncloa entre el presidente del gobierno José Luis Rodríguez Zapatero y el Lehendakari Juan José Ibarretxe.                     |
| 5 de abril  | El Papa Benedicto XVI se refiere por primera vez al proceso de paz.                                                                           |
| 5 de abril  | Primer informe sobre el alto el fuego del Ministerio del Interior                                                                             |
| 6 de abril  | Reunión entre el presidente del gobierno José Luis Rodríguez Zapatero y el secretario general de las Naciones Unidas Kofi Annan.              |
| 7 de abril  | Arnaldo Otegi y otros líderes de la ilegalizada Batasuna abandonan la prisión tras abonar la fianza exigida por el juez Grande-Marlaska.      |
| 9 de abril  | Manifestación de Batasuna en San Sebastián contra la decisión judicial de prohibir un acto de la formación ilegalizada en el Kursaal.         |
| 12 de abril | ETA publica un comunicado en el que condiciona la paz a la consecución de objetivos políticos como la autodeterminación y la territorialidad. |
| 19 de abril | Reunión entre el Lehendakari Juan José Ibarretxe y el líder de Batasuna Arnaldo Otegi en el palacio de Ajuria Enea.                           |
| 22 de abril | Desconocidos incendian la ferretería propiedad de un concejal de UPN en Barañáin.                                                             |
| 23 de abril | Encapuchados atacan con cócteles molotov una oficina de la compañía aseguradora Mapfre en Guecho.                                             |
| 25 de abril | Empresarios de Navarra aseguran que están recibiendo cartas de extorsión en nombre de ETA.                                                    |
| 26 de abril | El Lehendakari Ibarretxe presenta un Plan de paz y convivencia.                                                                               |
| 27 de abril | Arnaldo Otegi es condenado por un delito de enaltecimiento del terrorismo cometido en 2003.                                                   |

#### Mayo de 2006
| 2 de mayo  | La policía confirma la existencia de cartas de extorsión de ETA a empresarios.                                                                                          |
| 3 de mayo  | El Ministerio del Interior emite su tercer informe sobre el seguimiento de la tregua de ETA. Según este, la actividad de la banda se ha paralizado en España.           |
| 14 de mayo | Dirigentes de ETA condicionan el proceso de paz al final de las actuaciones policiales y judiciales contra la llamada "izquierda abertzale".                            |
| 17 de mayo | Queda en suspenso la condena de un año de prisión a Arnaldo Otegi por un delito de Injurias al Rey.                                                                     |
| 20 de mayo | La policía detiene a 11 miembros de Segi en concentraciones que habían sido prohibidas por el Ministerio del Interior.                                                  |
| 21 de mayo | El presidente del gobierno, José Luis Rodríguez Zapatero, da por concluida la verificación del alto el fuego y anuncia el próximo inicio de las conversaciones con ETA. |
| 24 de mayo | Batasuna designa a sus representantes para la futura "mesa de partidos".                                                                                                |
| 30 de mayo | Detienen en Francia a tres ciudadanos sospechosos de pertenecer a Segi.                                                                                                 |

#### Junio de 2006
| 1 de junio  | Detienen en Burdeos (Francia) a Zigor Merodio Larraona, presunto jefe del aparato financiero de ETA. |
| 10 de junio | Nueva manifestación de la AVT y el PP en Madrid contra la política antiterrorista del gobierno y para exigir que se continúe investigando el 11-M.                                                              |
| 10 de junio | El Tribunal Superior de Justicia del País Vasco admite a trámite una querella del Foro de Ermua contra el Lehendakari Ibarrexte y los miembros de Batasuna por la reunión mantenida entre estos.                |
| 14 de junio | ETA incide en un comunicado sobre su voluntad de llevar hasta el fin el proceso de diálogo. |
| 14 de junio | La Confederación de Empresarios Navarros asegura que se están recibiendo cartas de extorsión de ETA fechadas después de la tregua.                                                                              |
| 20 de junio | El histórico dirigente de ETA Julen Madariaga y otros once presuntos integrantes de una red de extorsión de ETA son detenidos en Francia y en España.                                                           |
| 21 de junio | ETA exige al gobierno que cese la represión como condición para continuar con el alto el fuego. |
| 21 de junio | Reunión del presidente del PNV, Josu Jon Imaz, con una delegación de Batasuna. |
| 29 de junio | El presidente Zapatero anuncia ante la prensa en el edificio del Congreso de los Diputados el inicio del diálogo con ETA, aunque reitera que no se pagará un precio político ni se derogará la Ley de Partidos. |

#### Julio de 2006
| 6 de julio  | El secretario general del PSE-EE, Patxi López, se reúne en San Sebastián con una representación de Batasuna.                                                                           |
| 10 de julio | El gobierno desmiente una información del diario Gara, según la cual este habría pactado con ETA en febrero el derecho de autodeterminación del País Vasco y Navarra.                  |
| 11 de julio | El juez Marlaska ordena la detención del director del Grupo Noticias, Pablo Muñoz Peña, y de Jesús Iruretagoiena de la Fuente por presunta integración en una red de extorsión de ETA. |
| 11 de julio | El Foro de Ermua presenta una querella criminal contra los representantes de PSE-EE y Batasuna que se reunieron el día 6 de julio en San Sebastián.                                    |
| 29 de julio | Estalla un artefacto explosivo de baja potencia en el Instituto Vasco de Sanidad y Seguridad en Vitoria.                                                                               |

#### Agosto de 2006
| 10 de agosto | Detenido en Vitoria el presunto miembro de ETA Zigor Bravo por su implicación en el asesinato del funcionario de prisiones Máximo Casado. |
| 13 de agosto | Manifestación en favor de la autodeterminación, autorizada por el juez de la Audiencia Nacional Baltasar Garzón.                          |
| 18 de agosto | ETA asegura en un comunicado que el proceso de paz se encuentra en crisis, y culpa de ello a PNV y PSOE.                                  |

#### Septiembre de 2006
| 17 de septiembre | Se recrudece la kale borroka, o terrorismo callejero, con la quema de otro autobús en Baracaldo además de otros actos violentos.                                                                   |
| 23 de septiembre | En el día del gudari ETA se reafirma en su voluntad de seguir utilizando las armas hasta conseguir la independencia de Euskal Herria. Tres encapuchados se exhiben armados en un mitin en Oyarzun. |

#### Octubre de 2006
| 7 de octubre  | En un nuevo acto de violencia radical, unos encapuchados asaltan y destrozan el ayuntamiento de Pasajes.                                                      |
| 9 de octubre  | La televisión noruega informa que el gobierno español y ETA se han reunido en Oslo.                                                                           |
| 18 de octubre | El PP acusa en el Senado al presidente Rodríguez Zapatero de haber autorizado conversaciones con Batasuna mientras ETA mataba a Joseba Pagazaurtundua.        |
| 23 de octubre | ETA roba más de 350 pistolas de un almacén en Vauvert (Francia).                                                                                              |
| 23 de octubre | El Tribunal Supremo ordena la liquidación de la red de Herriko tabernas por considerarlas parte del patrimonio de la ilegalizada Batasuna.                    |
| 24 de octubre | Procesados 38 miembros de Batasuna por presunta relación con ETA.                                                                                             |
| 25 de octubre | El Parlamento Europeo aprueba una moción de apoyo al proceso de paz, aunque por escaso margen. Todo el Partido Popular Europeo vota en contra de esta moción. |
| 26 de octubre | Detenidos por la Ertzaintza los miembros de Askatasuna Jon Enparantza y Estanis Etxaburu.                                                                     |
| 27 de octubre | La sede del PSE-EE en San Sebastián es atacada con cócteles molotov por unos desconocidos.                                                                    |

#### Noviembre de 2006
| 3 de noviembre  | Admitida a trámite la querella del Foro de Ermua contra los participantes en la reunión entre PSE-EE y Batasuna. |
| 4 de noviembre  | ETA advierte al gobierno en un comunicado que la tregua se romperá si este no cumple sus compromisos. |
| 6 de noviembre  | El presidente del gobierno asegura no haber hecho ninguna concesión a los terroristas. |
| 7 de noviembre  | El etarra Iñaki de Juana Chaos inicia una huelga de hambre como protesta por su última condena. |
| 7 de noviembre  | El Tribunal Supremo ordena revisar la sentencia absolutoria del Tribunal Superior de Justicia del País Vasco al expresidente del Parlamento Vasco Juan María Atutxa.                                                      |
| 9 de noviembre  | El líder de Batasuna Arnaldo Otegi dice que condenas como la impuesta a de Juana Chaos hacen imposible el proceso de paz.                                                                                                 |
| 10 de noviembre | El mismo día en que el portavoz de Batasuna se compromete a desactivar las expresiones de violencia si los cuerpos de policía hacen lo propio, un grupo de desconocidos intenta quemar vivo a un policía local de Bilbao. |
| 17 de noviembre | Se da a conocer que ETA ha emitido una nueva oleada de cartas de extorsión a empresarios. |
| 22 de noviembre | El presidente del PNV, Josu Jon Imaz se niega a acudir a una mesa de partidos mientras persista la extorsión y la violencia callejera.                                                                                    |

#### Diciembre de 2006
| 5 de diciembre  | Batasuna vuelve a afirmar que no se dan las condiciones para continuar con el proceso de paz.                                                                 |
| 7 de diciembre  | El Tribunal Supremo desestima una querella criminal contra el presidente del gobierno por la reunión entre PSE-EE y Batasuna.                                 |
| 9 de diciembre  | El protavoz del PSE-EE, José Antonio Pastor, anuncia que ETA rechazó reunirse con el gobierno en agosto.                                                      |
| 10 de diciembre | Nuevos actos de violencia callejera en Durango, Rentería y Bilbao.                                                                                            |
| 11 de diciembre | Txema Montero dice que ETA suspenderá el alto el fuego en dos semanas, aunque dice no creer que vayan a atentar.                                              |
| 13 de diciembre | La fiscalía retira los cargos contra los miembros del diario Egunkaria, clausurado en 2003.                                                                   |
| 17 de diciembre | Un grupo de radicales quema un autobús en Bilbao. |
| 18 de diciembre | El etarra Francisco Javier García Gaztelu, alias "Txapote", es condenado a 30 años de prisión por el asesinato de Gregorio Ordóñez tras un tenso juicio.      |
| 19 de diciembre | Los actos del día 20 de diciembre en favor de la autodeterminación, convocados por Askatasuna, quedan prohibidos por orden del juez Baltasar Garzón.          |
| 21 de diciembre | Radicales queman un autobús en San Sebastián. La sede de la Comandancia de Marina es atacada con cócteles molotov.                                            |
| 22 de diciembre | Arnaldo Otegi dice que no se ha producido ningún cambio significativo para solucionar la crisis del proceso.                                                  |
| 30 de diciembre | ETA hace estallar una furgoneta-bomba cargada con más de 500kg de explosivos en el Aeropuerto de Barajas de Madrid, con el resultado de dos personas muertas. |

#### Junio de 2007
| 5 de junio | La organización terrorista vasca ETA anunció la ruptura de su "alto al fuego permanente" a partir del próximo miércoles 6 de junio y dice que "ETA ha decidido suspender el alto el fuego indefinido y actuar en todos los frentes en defensa de Euskal Herria a partir de las 00.00 horas del 6 de junio" |

#### Septiembre de 2010
| 5 de septiembre | ETA anuncia a través de un vídeo emitido en la cadena británica BBC que «hace saber que ya hace algunos meses tomó la decisión de no llevar a cabo acciones armadas ofensivas» en un nuevo alto el fuego. |

#### Octubre de 2011
| 20 de octubre | La organización terrorista ETA anuncia en un comunicado a través de la web del diario Gara el «cese definitivo de su actividad armada» |